# Новокорсунское сельское поселение
Новокорсунское сельское поселение — муниципальное образование в Тимашёвском районе Краснодарского края России.
В рамках административно-территориального устройства Краснодарского края ему соответствует Новокорсунский сельский округ.
Административный центр — станица Новокорсунская.

## Население
| 2010  | 2012  | 2013  | 2014  | 2015  | 2016  | 2017  |
| ----- | ----- | ----- | ----- | ----- | ----- | ----- |
| 5099  | ↗5224 | ↗5409 | ↗5545 | ↗5718 | ↗5881 | ↗5904 |
| 2018  | 2019  | 2020  | 2021  | 2023  |       |       |
| ↘5866 | ↘5806 | ↘5776 | ↘5170 | ↘5131 |       |       |

## Населённые пункты
В состав сельского поселения (сельского округа) входят 2 населённых пункта:
| № | Населённый пункт | Тип населённого пункта | Население (чел.) |
| - | ---------------- | ---------------------- | ---------------- |
| 1 | Новокорсунская   | станица                | ↗5012            |
| 2 | Красноармейский  | хутор                  | ↗158             |